# 天頂3號SL運載火箭
天顶-3SL运载火箭（俄语：Зени́т）俄罗斯海上发射公司用于竞争国际商业发射服务市场的主力运载火箭，是在苏联研制的天顶号运载火箭基础上发展而来的三级型号。火箭名字中的“SL”表示“海上发射”（Sea Launch）。

## 天顶-3SL
天顶号火箭是苏联在1980年代研制的先进运载火箭，其主要生产设备位于乌克兰，俄罗斯也提供一些重要部件（发动机）。苏联解体后，乌克兰和俄罗斯希望把天顶号推向国际商业市场，但由于两国缺乏资金而必须寻找国外合作伙伴。最后由美国、挪威、乌克兰和俄罗斯共同出资组成了一家合资企业海射公司来把天顶号发展为商业火箭。各国在海射公司的参与方式为：美国波音公司持股40%，负责项目管理，以及整流罩等部件的研制；俄罗斯持股25%，负责火箭上面级的生产和发射支持；挪威持股20%，负责建设海上发射平台；乌克兰持股15%，负责火箭箭体的生产。
2010年经过破产重组，海射公司被俄罗斯能源火箭集团收购。海射公司最后拿出的成果就是天顶-3SL火箭。

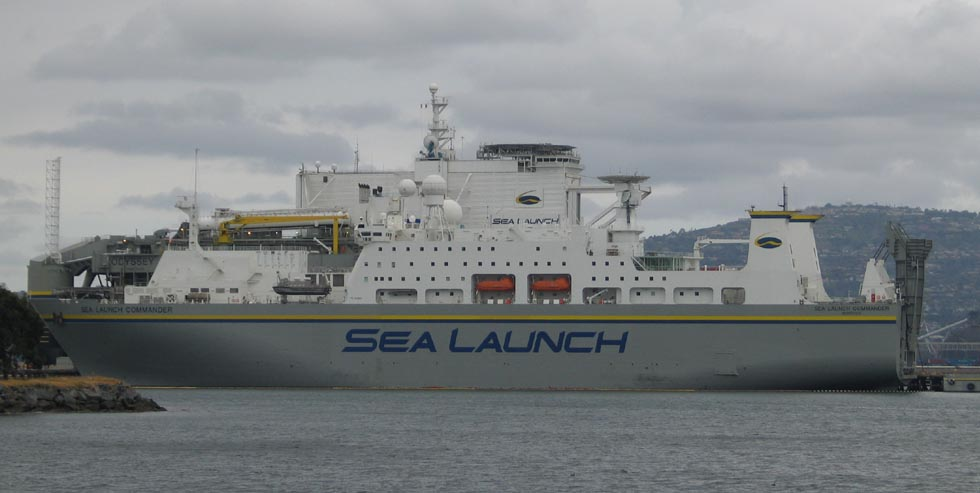
由挪威制造的“海射指挥者”号运输-指挥船

天顶-3SL是一种三级液体火箭，其独一无二的特点是火箭是从一个位于太平洋赤道附近海域的海上平台（“奥德赛海射平台”）上发射，该平台原来是一个海上石油钻井平台。因此，火箭必须从美国加利福尼亚州长滩市的海岸用一艘名叫“海射指挥者号”的运输-指挥船运到海上平台。实际上，天顶-3SL的研制是有很深的基础的。虽然苏联时代只生产过两级型的天顶-2火箭，但三级型天顶号（“天顶-3”）的研制早就完成了。其基本思路是在天顶-2上加装一个上面级，这样火箭就具有了向高轨道（如地球同步轨道）发射载荷的能力。苏联时代设计的天顶-3预定使用的上面级是D组级。虽然天顶-3从未真正飞行过，但它大大简化了天顶-3SL的设计工作。
天顶-3SL最终采用了更先进的DM-SL组级作为火箭上面级。此外，它的整流罩形状与天顶-3的不同。为了能从海上平台发射，还做了其它一些很小的调整。
天顶-3SL在1999年3月28日成功地进行了第一次发射，载荷为一颗模拟卫星。此后天顶-3SL进行了20多次商业发射。2007年1月30日该火箭发射荷兰NSS-8通信卫星时发生严重事故，火箭在点火数秒后爆炸，星箭俱毁。

## 天顶-3SLB
天顶-3SLB是海射公司用于陆上发射服务的商业火箭，其发射场为拜科努尔（只有那里有现成的天顶号发射设备）。从陆上进行天顶号的商业发射的决定是海射公司董事会在2003年作出的，为此成立了一个称为“陆射”（Land Launch）的部门负责这方面的业务。
天顶-3SLB换装了更先进的上面级：由能源火箭航天集团研制的DM-SLB组级，利用该上面级，火箭可以从远离赤道的拜科努尔将3750千克的载荷送入地球同步转移轨道。天顶-3SLB的箭体与天顶-3SL没有什么区别，但整流罩完全不同，该整流罩是由俄罗斯拉沃契金设计局重新设计的。天顶-3SLB于2008年4月28日完成了第一次发射。

## 图片库

天顶-3SL
天顶-3SLB

### 具体参考书目
- 天顶-3SL
- 《跨越千年：世界航天回顾与展望》，（俄罗斯）基谢列夫、梅德维捷夫、梅尼希科夫等著；ISBN 978-7-5612-2105-1
- 《中国航天》，2004年12月号，26页，29页